# Etiopiens övergångsregering
Etiopiens Övergångsregering bildades då Etiopiska folkets revolutionära demokratiska front, en allians mellan ett flertal rebellgrupper, intog Addis Abeba den 28 maj 1991 vilket innebar slutet på det inbördeskrig som pågått i landet sedan 1974. Övergångsregeringen styrde landet i väntan på att en ny konstitution kunde antas och bestod av representanter från alla rebellgrupper som ingick i alliansen, Meles Zenawi utsågs till dess president. Under övergångsregeringens tid vid makten blev Eritrea självständigt den 24 maj 1993 vilket markerade slutet på det Eritreanska självständighetskriget som pågått sedan 1961.
Den 21 augusti 1995 antogs en ny konstitution som gjorde Etiopien till en federal republik med flerpartisystem. Den nya statens officiella namn blev Demokratiska Förbundsrepubliken Etiopien.